# Interoperabilitat
La Interoperabilitat és la capacitat dels sistemes d'informació, i per extensió dels procediments als quals donen suport, de compartir dades i possibilitar l'intercanvi d'informació i coneixement entre ells.
La interoperabilitat és una propietat que es pot aplicar a sistemes o contextos molt diferents, com poden ser els sistemes informàtics, les telecomunicacions o la xarxa ferroviària.
- En l'àmbit de la informàtica es parla d'interoperabilitat de la Web com una condició necessària perquè els usuaris tinguin un accés complet a la informació disponible. Entre les iniciatives més destacades per a dotar la web d'interoperabilitat trobem els serveis Web i la Web semàntica.[2]
- En el món del transport existeixen iniciatives que promouen la interoperabilitat dels sistemes ferroviaris. Un cas destacat és la directiva europea 96/48/CE relativa a la interoperabilitat del Sistema Ferroviari Transeuropeu d'Alta Velocitat. Aquesta directiva defineix la interoperabilitat com la "capacitat per a permetre la circulació segura i ininterrompuda de trens d'alta velocitat complint uns rendiments específics".[3]